# Fairburn (Géorgie)
Pour les articles homonymes, voir Fairburn.
Fairburn est une ville américaine située dans le Comté de Fulton, en Géorgie. Selon le recensement de 2020, sa population est de 16 483 habitants.